# Grand Prix automobile des États-Unis 1908
La Grand Prix automobile des États-Unis 1908 (I Grand Prize of the Automobile Club of America) est un Grand Prix qui s'est tenu à Savannah (Géorgie) le 26 novembre 1908.

## Classement de la course
| Pos. | N° | Pilote            | Châssis        | Tours | Temps/Abandon                    |
| ---- | -- | ----------------- | -------------- | ----- | -------------------------------- |
| 1    | 14 | Louis Wagner      | Fiat           | 16    | 6 h 10 min 31 s 4 (104,786 km/h) |
| 2    | 8  | Victor Hémery     | Benz 150 hp    | 16    | + 56 s 4                         |
| 3    | 6  | Felice Nazzaro    | Fiat           | 16    | + 8 min 16 s 2                   |
| 4    | 15 | René Hanriot      | Benz           | 16    | + 15 min 41 s 0                  |
| 5    | 13 | Lucien Hautvast   | Clément-Bayard | 16    | + 23 min 34 s 6                  |
| 6    | 16 | Lewis Strang      | Renault        | 16    | + 33 min 5 s 6                   |
| 7    | 1  | Victor Rigal      | Clément-Bayard | 16    | + 35 min 12 s 2                  |
| 8    | 17 | Henri Fournier    | Itala          | 16    | + 36 min 1 s 0                   |
| 9    | 18 | Ralph DePalma     | Fiat           | 16    | + 41 min 3 s 4                   |
| 10   | 9  | Arthur Duray      | De Dietrich    | 15    | + 1 tour                         |
| 11   | 3  | Joe Seymour       | Simplex        | 15    | + 1 tour                         |
| Abd. | 11 | Hugh Harding      | National       | 12    | Arbre à cames                    |
| Abd. | 19 | Fritz Erle        | Benz           | 11    | Accident                         |
| Abd. | 12 | Alessandro Cagno  | Itala          | 11    | Suspension                       |
| Abd. | 2  | Ralph Mulford     | Lozier         | 11    |                                  |
| Abd. | 10 | Ferenc Szisz      | Renault        | 7     | Roue                             |
| Abd. | 7  | Len Zengle        | Acme           | 7     | Suspension                       |
| Abd. | 20 | Giovanni Piacenza | Itala          | 6     | Accident                         |
| Abd. | 5  | Willie Haupt      | Chadwick       | 5     | Roulement                        |
| Abd. | 4  | Bob Burman        | Buick          | 3     | Mécanique                        |

- Légende: Abd.=Abandon - Dsq.=Disqualifié - Np.=Non partant.

## Pole position et record du tour
- Pole position :  Inconnu.
- Meilleur tour en course :  Ralph DePalma (Fiat) en 21 min 36 s 0 (112,33 km/h).